# ズィール朝

ズィール朝

ズィール朝またはズィーリー朝、ジール朝、ジーリー朝（アラビア語 : الزيريون al-Zīrīyūn）は、イフリーキヤ（現在のチュニジア）を支配したベルベル人のイスラム王朝（973年 - 1148年）。その最大版図は、トリポリタニア（リビア西部）から現在のアルジェリア北部にまで及び、シチリア島も影響下にあった。
ズィール朝の始祖ブルッギーン・イブン＝ズィーリーはファーティマ朝に仕えるベルベル人の軍人で、972年にカリフのムイッズが新たに征服されたエジプトのカイロに移り、王朝を東遷するにあたり、イフリーキヤ以西のマグリブの統治を委ねられたことによってイフリーキヤに政権を樹立した。ズィール家はカイラワーンに首都をおき、ファーティマ朝カリフの宗主権のもとでマグリブに安定した支配体制を築くことに成功し、978年にはファーティマ朝よりトリポリタニアの統治まで任されてリビアまで支配下においた。また979年から984年にかけては西マグリブに遠征しファスとシジルマーサを占領した。
983年、イフリーキヤの支配を受け継いだブルッギーンの子マンスールはファーティマ朝からの自立の意志を明らかにし、事実上独立した。しかし、1014年にはブルッギーンの別の子で、当時の君主バーディースの叔父にあたるハンマードがアルジェリア北東部においてザナータ族の土地を奪ってズィール朝からの独立を宣言し、ハンマード朝を立ててズィール朝から独立した。
ズィール朝は木材や鉄などの材料に恵まれたことから艦隊の建造に着手する。しかし艦隊は一度、シチリア島への航海中に嵐で破壊されてしまう。だが、バーディースの子で当時の君主アルムイッズはまた艦隊を再建し1026年から1035年にかけてビザンツ帝国のアドリア海岸、エーゲ海岸を攻撃した。
ズィール朝は1051年にはシーア派のファーティマ朝の宗主権を最終的に放棄し、スンナ派のアッバース朝カリフを新たに承認した。これによりズィール朝とファーティマ朝の対立は決定的となり、ファーティマ朝はエジプトから領内に居住するバヌーヒラル族らアラブ遊牧民（ベドウィン）をマグリブに送り込んでズィール朝を襲わせることにした。彼らは遊牧に適したチュニジアの地に居座ってズィール朝の諸都市を攻撃、略奪し、首都カイラワーンを脅かしたので、1057年にズィール朝は内陸のカイラワーンを放棄して地中海沿岸で防衛に有利なマフディーヤに移った。この結果、ズィール朝はわずかにマフディーヤを中心とするチュニジア東部の海岸部を保持する都市国家に過ぎなくなり、イフリーキヤの各都市は諸部族の小国に分裂した。
1087年にはジェノヴァとピサの艦隊がマフディーヤを占領しベドウィンを追い出した。そのため君主タミームはその代償として10万ディナールをこの艦隊に献上した。その後ズィール朝は艦隊を再建し君主ヤフヤーの時にジェノヴァやサルデーニャ島を攻撃した。
1140年、マフディーヤのズィール朝はキリスト教徒のシチリア王国の艦隊に攻撃され、シチリアの属国となった。1146年にはシチリアに対して反抗し、シチリアに従属したガーベスの領主を滅ぼした。このために再びシチリア艦隊の遠征を招き、1148年に最後のアミール、ハサンがマフディーヤを追われてズィール朝は滅んだ。その滅亡後、1152年から1160年の間にイフリーキヤはムワッヒド朝が奪取し、その支配下に入る。

## スペインのズィール朝
後ウマイヤ朝が衰えたのち、ズィール朝の一族がグラナダを征服し、1013年にタイファ諸国の1つであるグラナダ王国を成立させた。

## 歴代君主
1. ブルッギーン・イブン・ズィーリ（973年 - 983年）
2. アル＝マンスール・イブン・ブルッギーン（983年 - 995年）
3. バーディース・イブン・マンスール（995年 - 1016年）
4. アル＝ムイッズ・イブン・バーディース（1016年 - 1062年）
5. タミン・イブン・アル＝ムイッズ（1062年 - 1108年）
6. ヤフヤー・イブン・タミン（1108年 - 1131年）
7. アリー・イブン・ヤフヤー（1115年 - 1121年）
8. アブル＝ハサン・アル＝ハサン・イブン・アリー（1121年 - 1152年）

→ シチリア王国によって滅亡